# Théophile Marie Brébant
Pour les articles homonymes, voir Brébant.
Théophile Marie Brébant (Plésidy, 24 mai 1889 – Guingamp, 20 février 1965) est un officier français qui participa à la Première Guerre mondiale, à la Guerre du Rif et à la Seconde Guerre mondiale. Il termina sa carrière avec le grade de colonel.

## Carrière
Engagé le 23 juillet 1908 jusqu'au 30 septembre 1947, il fut incorporé au cours de sa carrière dans les unités suivantes : 48e RI · 1er REI · 3e REI · 41e RI · 146e RI · 117e RI.

### La Première Guerre mondiale
Pour un article plus général, voir Première Guerre mondiale.

Pendant la Première Guerre mondiale, il est commandant de compagnie et reçoit durant la campagne quatre citations.

« Cet officier est blessé grièvement le 16 juin 1915 d'un éclat d'obus, puis  brûlé par l'ypérite au bois de la tuilerie le 31 juillet 1918 lors de l'attaque du bois du Plessier. Au cours des opérations du 30 mai au 15 juin 1918, n'a cessé de se dépenser sans compter. Toujours sur la brèche, de jour comme de nuit communiquant à tous son énergie, exaltant le moral de ses hommes, faisant lui-même le coup de feu. Il a été un bel exemple pour sa compagnie qui, malgré de dures fatigues, a fourni un effort extraordinaire et causé à l'ennemi des pertes élevées. »

« Commandant de compagnie de haute valeur. Perpétuellement en contact avec l’ennemi pendant huit jours de bataille, a réussi à plusieurs reprises dans des conditions difficiles, à rompre le combat, sans laisser un homme, même blessé, aux mains de l’ennemi, s’est distingué plus récemment par son entrain à la tête de sa compagnie qui a fait une centaine de prisonniers. »

### L'entre-deux-guerres
Après la guerre, il est nommé comme capitaine dès le 15 mars 1923 au Maroc, où il se fait remarquer le 10 juillet 1925 dans la région de Fez avec la 3e compagnie du 3e régiment étranger (RMLE) en assurant la protection du flanc gauche menacé par les insoumis. Il n'a décroché qu'à 18 heures, donnant ainsi le temps nécessaire à la 2e compagnie de s'installer sur les nouvelles positions. Il est présent au Maroc jusqu'au 25 août 1928 affecté au 3e Étranger notifiée (service).
Puis réintégré en France au 41e régiment d'infanterie (Rennes) à compter du 21 septembre 1929, où il prend le commandement de la 6e compagnie jusqu'au 9 janvier 1934.

Le 13 janvier 1934, il prend les fonctions de capitaine major de fortification au camp de Zimming au 146e régiment d'infanterie de forteresse où il reçoit un témoignage de satisfaction du général commandant la région fortifié de Metz : 

« Chargé de diriger les travaux d'organisation défensive sur la ligne Maginot sur la position de couverture, s'est donné à cette tâche avec un dévouement et ardeur dignes d'éloges ; a obtenu dans l'exécution le meilleur rendement. »

### La Seconde Guerre mondiale
Il est affecté au 117e régiment d'infanterie (au Mans) le 29 octobre 1937, commandant du 2e bataillon jusqu'au 6 juin 1940. Au déclenchement de la Seconde Guerre mondiale, il commande un régiment qui est engagé dans la zone d'armée D le 10 septembre 1939, où il a pour mission de tenir le village de Berny-en-Santerre avec le 2e bataillon du 117e du Mans qui se trouve réduit par les assauts des chars et de l'infanterie ennemie. Il est alors cité à l'ordre de l'armée, Lors des combats qui se sont déroulés du 25 mai au 1er juin 1940, il s'est emparé, à la tête de son bataillon, d'un village tenu par l'ennemi en prenant directement le commandement de ceux qui hésitaient devant une contre-attaque ennemie, les a portés en avant, les galvanisant par son exemple.
Il est prisonnier du 6 juin 1940 au 14 octobre 1943 en Allemagne à Hoyerswerda, au camp d'Elsterhorst « Oflag IVD » en Silésie à la limite de la frontière germano-polonaise.
Le 14 octobre 1943, de retour en France, il est soigné à l'hôpital du Val de Grâce. Puis il est placé en convalescence jusqu'au 2 février 1944. Ensuite, il est rayé des cadres de l'armée et placé en retraite.
Rappelé à l'activité le 16 août 1944, il est affecté au bureau de garnison du Mans, jusqu'au 1er septembre 1945. Promu au grade de lieutenant-colonel de réserve à titre définitif le 25 septembre 1945.
Autorisé à servir par contrat de six mois renouvelable, il se voit confier par le colonel directeur des DPGA (dépôts de prisonniers de guerre de l'Axe) de la 4e région, le commandement du dépôt no 403 PGA (Camp de prisonniers allemands à Mulsanne) (Sarthe) du 1er février 1946 au 16 juin 1946.
Démobilisé à l'expiration de son contrat, âgé de 57 ans, il se retire au Mans, 101 rue du Bourg-Belé. Il est ensuite rayé des cadres de réserves de l'armée de terre par décret du 30 septembre 1947. Il décédera le 20 février 1965 à Guingamp à l’âge de 75 ans.

### Témoignages
- Recherche de témoignage : par le commandant Pocard Michel, ancien du 117e R.I., président de l'amicale du même régiment du (Mans)[12]

- Écrit par le lieutenant Jacques Eynaud De Faÿ de Solesmes (Sarthe)[13] (frère de Jean Eynaud de Faÿ)

1937-1940. Le Commandant Brébant était un homme sec, au visage buriné par le temps, la grande guerre et les campagnes de la légion étrangère, connu pour sa sévérité, ses exigences sur la tenue, son besoin d'action, sa parole brève, ses ordres précis, il en imposait à tous. Mais il était foncièrement bon, il avait comme surnom « vieux brave » et si, entre soi, on se permettait de l'appeler ainsi, c'est par sentiment respectueux d'amitié.
- Écrit par le Lieutenant Jacques Eynaud De Faÿ[14]

« Cette génération d'officiers a donné à la France plus que leur vie, une grandeur d'âme. »
- Par Robert Levêque de Villeparisis, voir texte de témoignage (Seconde Guerre mondiale du 117e R.I)[15] :

De la bouche du commandant Brébant à son bataillon.
« Nous allons nous battre. Devant l’ennemi, s'il y a un déserteur qui provoque la mort de son camarade, j’ai une balle pour lui dans mon revolver. Si vous voyez que je fuis ou que je ne suis pas à la hauteur devant l’ennemi, abattez-moi. »
Au début, ses hommes ne l’appréciaient guère, certains disaient : « dès les premiers accrochages avec l’ennemi, la première balle serait pour lui ». Voyant le courage de cet officier combattant l’ennemi avec un héroïsme d'un grand chef, galvanisant son bataillon, à chaque demande de sa part, concernant un volontaire pour allez de l’avant avec lui, ce n’était pas un, mais vingt, trente, quarante, cinquante qui se portaient volontaires. Le commandant était debout, il portait ses yeux à ses jumelles, les balles lui sifflaient dessus, nous étions allongés avec le capitaine : « mon commandant vous allez vous faire tuer. » Le commandant répliqua « mon capitaine, si je me fais tuer, vous viendrez me remplacer. » Toujours en avant des voltigeurs pour tirer ses câbles de transmissions, le soldat Levêque, repéré par un avion mouchard ennemi, sur la demande du commandant les postes de transmissions ont été mis dans un puits, car les tirs de l’artillerie ennemie se rapprochaient, de plus en plus. Le soldat Levêque Robert a combattu avec l’héroïsme d’un ancien de la grande guerre, comme tous ses camarades du bataillon, étant galvanisé par le commandant Brébant. « Nous nous allongions tellement bas que nous avions nos vareuses striées de marques de balles. J’ai un camarade qui m’a remplacé à l’endroit où j’avais tiré des centaines de balles, les douilles étaient encore toutes chaudes, il a reçu entre les deux yeux une balle, il s’était marié il n’y avait pas si longtemps, pauvre de lui. J’ai dû certainement tuer des Allemands ? « Si nous avions pu avoir les mêmes équipements que l’ennemi, les données auraient changé. L’ennemi était étonné de voir la résistance acharnée du 117e RI. » Après plusieurs jours de combat, le commandant Brébant, puis le reste de son bataillon, se sont rendus faute de munitions. L’ennemi était effaré par l’audace et le courage de cet officier puis de ces quelques soldats mal équipés. « Actuellement, moi je pense à Bazeilles, la dernière cartouche 1870. » L'ennemi a rendu hommage au bataillon comme si s’était un de leurs régiments de fer (régiment d'élite). Le commandant dit « soyez fiers de vous, de votre régiment, vous vous êtes bien battus, la tête haute, attacher vos vareuses, ils vont nous rendre les honneurs militaires. Honneur et respect à nos morts. »
Robert Levêque dit « Nous nous sentions invulnérables avec notre commandant, il aurait pu et dû finir général ».

## Famille
Son frère, monsieur Albert Marie Brébant, né en 1898 à Ploumagoar, un des plus jeunes engagés de la Marine nationale à 16 ans et demi a combattu pendant toute la Première Guerre mondiale et a reçu la croix de guerre avec plusieurs citations.
Son beau-frère, monsieur Hubert Mespléde, né en 1903 et sous-officier de carrière, a reçu l'ordre honorifique, la Nichan Iftikhar, puis la médaille militaire. Son deuxième beau-frère, le professeur monsieur André Lemariey, un des créateurs de l'ORL infantile, chef du service à l'hôpital Trousseau de Paris. Ancien interne des hôpitaux de Paris lauréat de l'assistance publique (prix d'otologie 1927) Assistant du service de Laryngologie de l'hôpital Saint-Antoine. Ancien moniteur de tubage et de trachéotomie à l'hôpital Trousseau. Maintenant, un pavillon porte son nom Il écrit un livre en 1965 qui s'intitule "Mesnil-Perrey Terre Normande" tiré en 300 exemplaires numérotés, réservés aux souscripteurs. Une rue porte son nom « Rue du Professeur Lemariey » dans la commune de Vieux-Port dans l'Eure 27680. Son troisième beau-frère, monsieur Grosfilley Rober, diplômé de l’Ecole libre des sciences politiques. Ancien chef des services politiques de Ce Matin-Le Pays (1947-51), Chargé de mission auprès du haut-commissaire de la République, gouverneur général de Madagascar (1948-49), Attaché au cabinet de Pierre de Chevigné, secrétaire d’Etat à la Guerre (1951-52), Chargé de mission au cabinet du même (1952), Conseiller technique (1952-54), Chargé de mission au cabinet de Pierre Schneiter, président de l’Assemblée nationale (1955-56), Chef adjoint de cabinet de Robert Lecourt, garde des Sceaux, ministre de la Justice (1957-58), Chef adjoint de cabinet de Robert Buron, ministre des Travaux publics, des Transports et du Tourisme (1958-59), Chef de cabinet de Robert Lecourt, ministre d’Etat (janvier 1959), Chef de cabinet du ministre d’Etat chargé du Sahara, des départements et des territoires d’outre-mer (1959-61), Chargé des relations extérieures (1964), Conseiller du président (1985-93) de Nestlé France, Directeur adjoint de cabinet du ministre de la Coopération, Pierre Abelin (1974-76), Conseiller technique du ministre de la Qualité de la vie, André Fosset (1976), Conseiller du président de l’Assemblée nationale, Edgar Faure (1976-78), Ancien membre du comité directeur du Centre des démocrates sociaux, Membre du Club de Dakar et du Comité international de l’Afrique noire. Décoration(s) : Officier de la Légion d’honneur, Chevalier du Mérite saharien,.

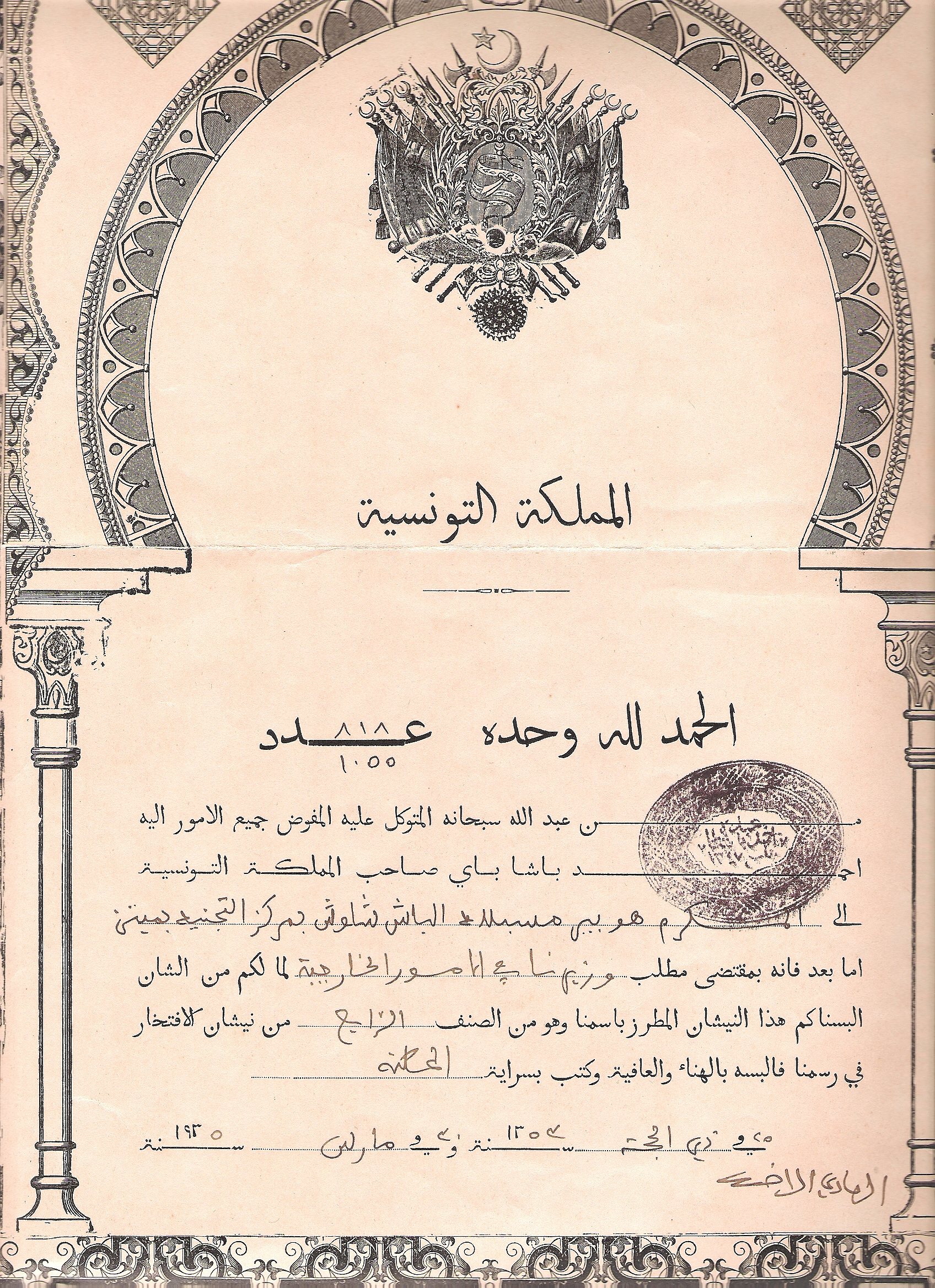
Diplôme en arabe (chevalier de 1re classe)
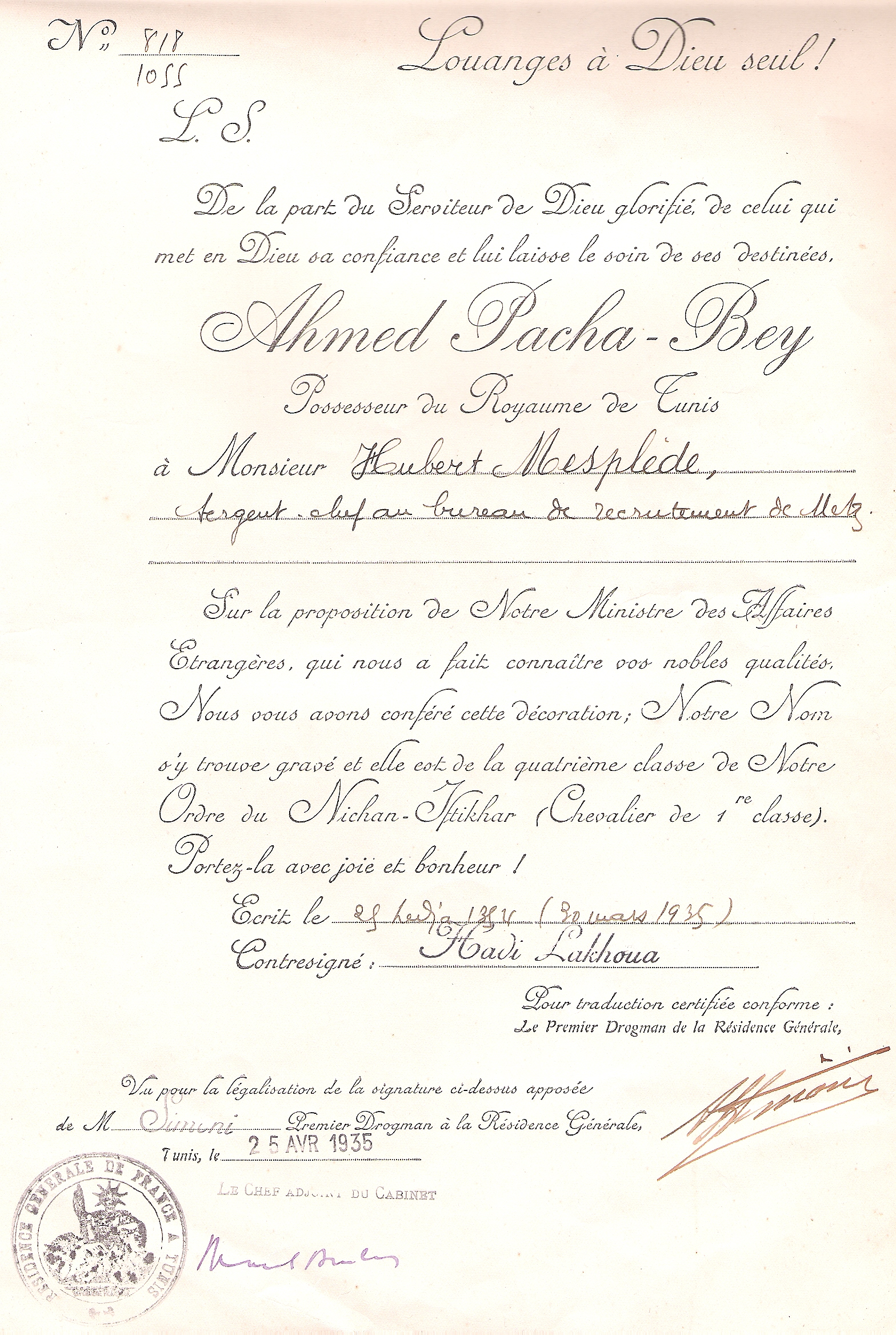
Diplôme en français (chevalier de 1re classe)
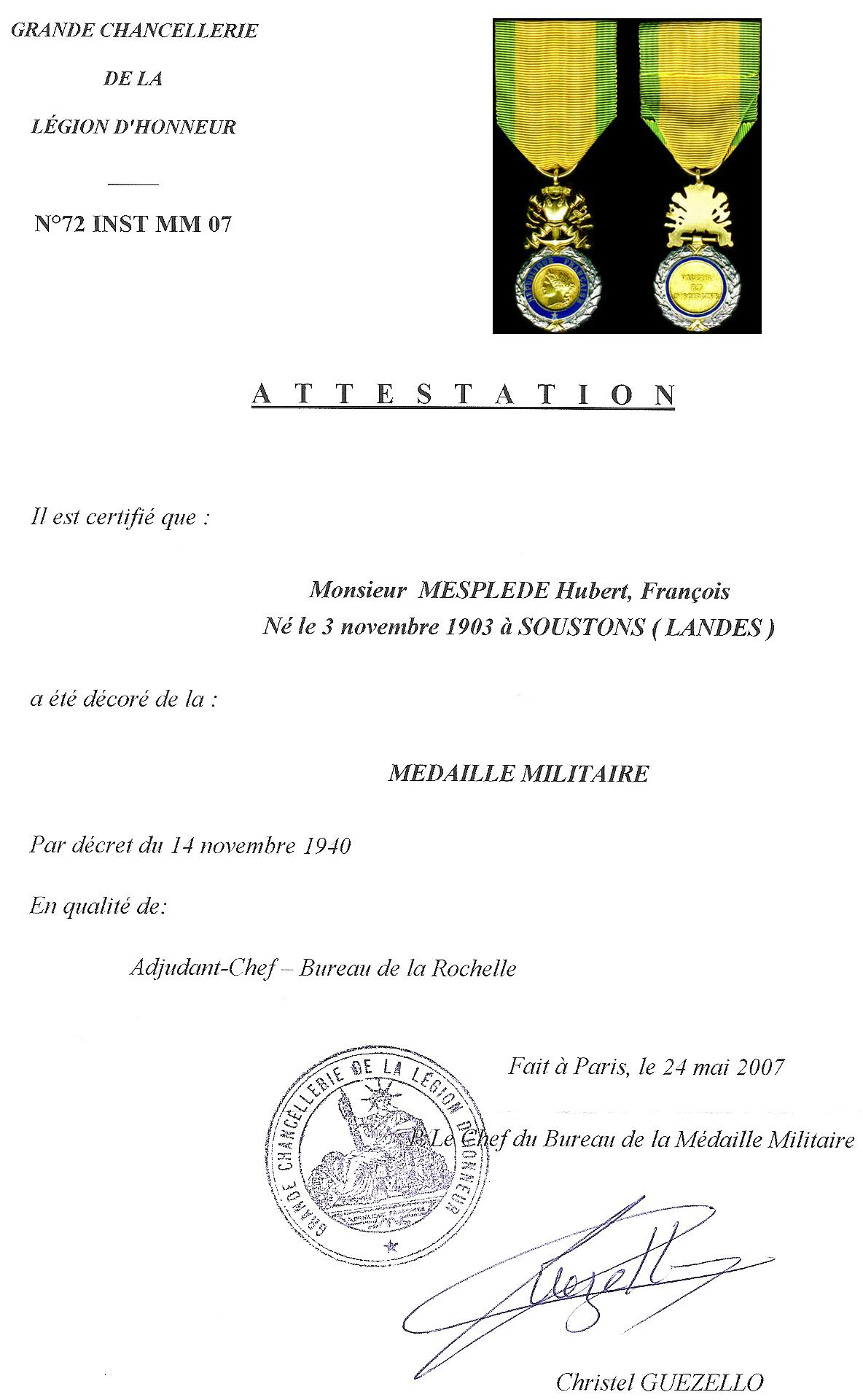
Diplôme de la médaille militaire

## Hommage
On trouve aujourd'hui une rue au nom du « Colonel Brébant » à Guingamp et à Ploumagoar.

## Décorations
| Commandeur de la Légion d'honneur                    | Croix de guerre 1914-1918                         | Croix de guerre 1939-1945                       |
| Croix de guerre des théâtres d'opérations extérieurs | Croix du Combattant                               | Médaille coloniale                              |
| Médaille commémorative de la guerre 1914-1918        | Médaille Interalliée 1914-1918                    | Médaille commémorative de la guerre 1939-1945   |
| Insigne des blessés militaires                       | Médaille commémorative de la bataille de la Marne | Médaille commémorative de la bataille de Verdun |
|                                                      | Médaille commémorative de la bataille de la Somme |                                                 |

### Intitulés des décorations françaises
* Chevalier le 24 juillet 1918
* Officier le 13 décembre 1938
```
* 
commandeur le 
17 janvier 1952
```

- Commandeur de la Légion d'honneur[25] le 17 janvier 1952
- Croix de guerre 1914-1918 (4 citations dont 1 à l'ordre de l'armée)
- Croix de guerre 1939-1945 (2 citations à l'ordre de l'armée)

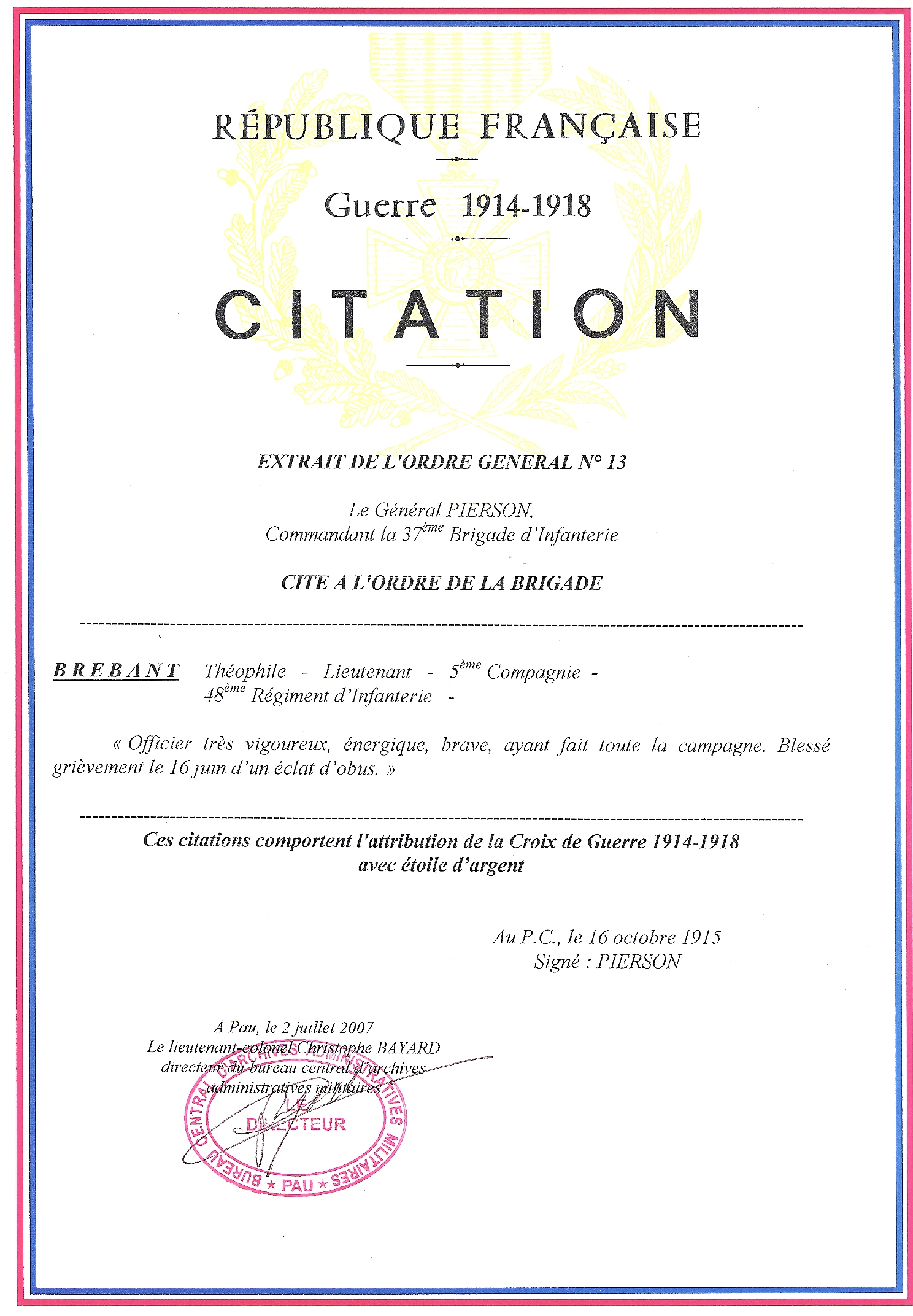
Citation à l'ordre de la brigade le 16 octobre 1915 du lieutenant Brébant.
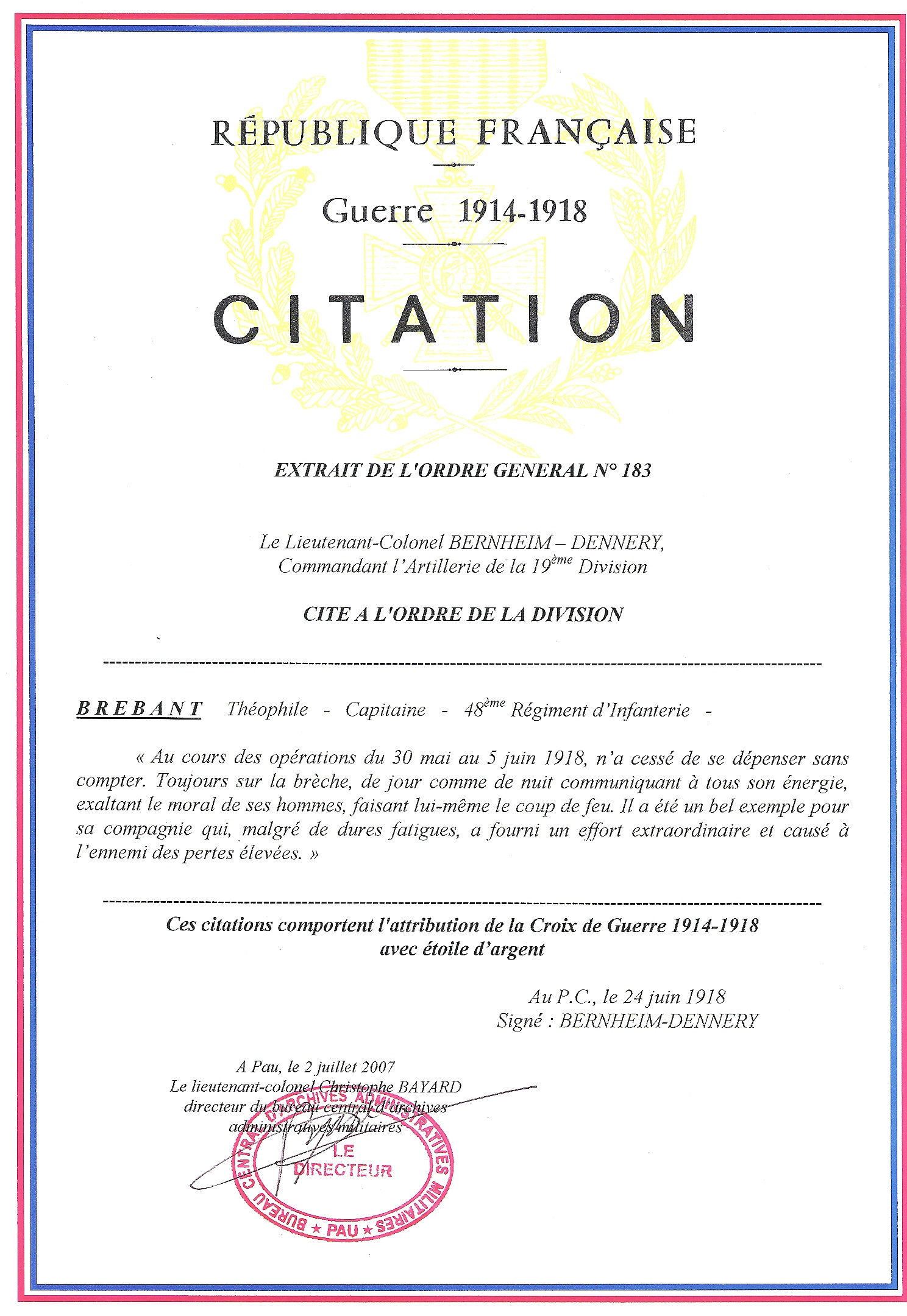
Croix de guerre des TOE (1 citation à l'ordre de la division)
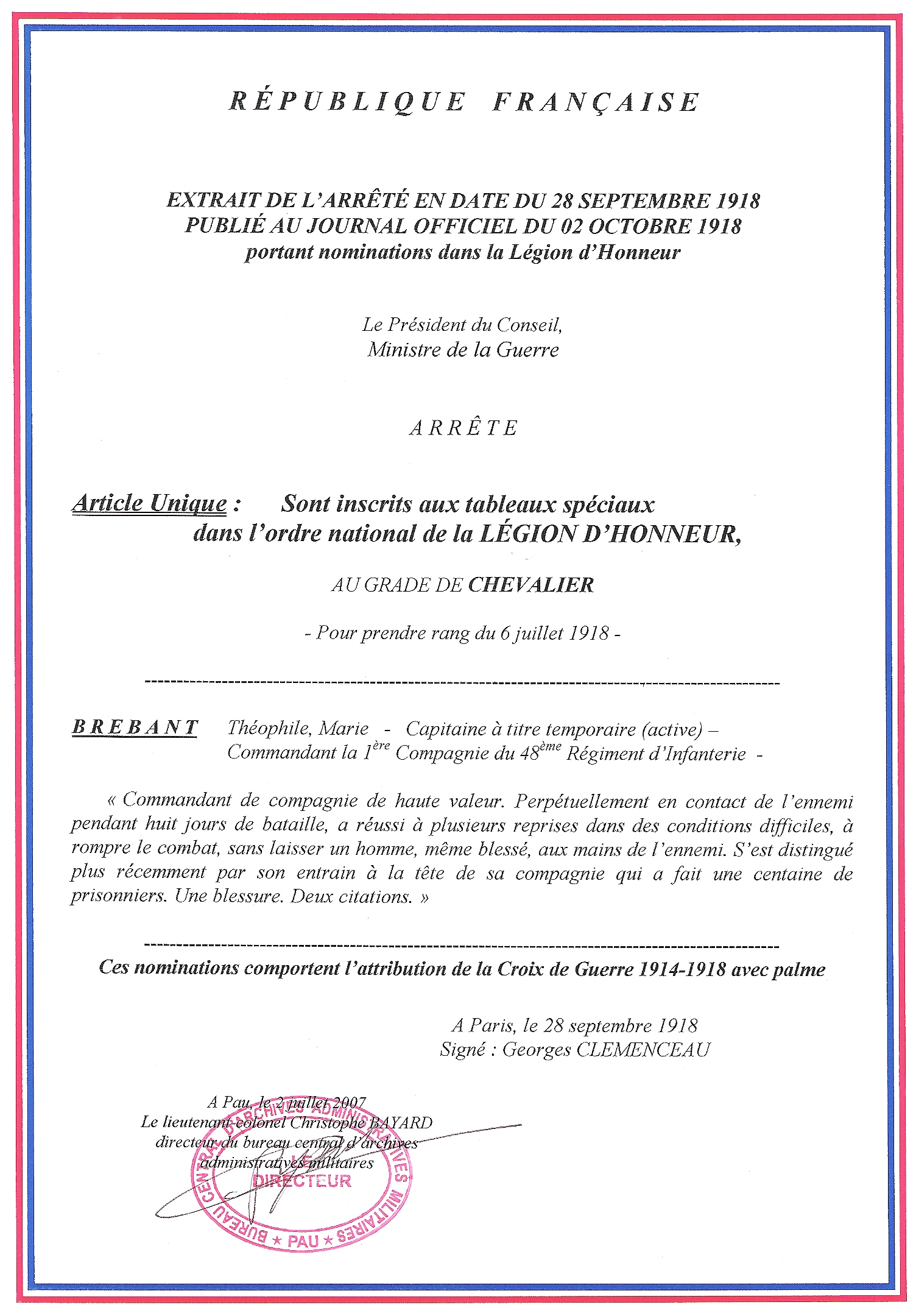
Chevalier de la Légion d'honneur, puis l'attribution de la Croix de guerre 1914-1918 avec palme du capitaine Brébant, le 28 septembre 1918, signé Georges Clemenceau.
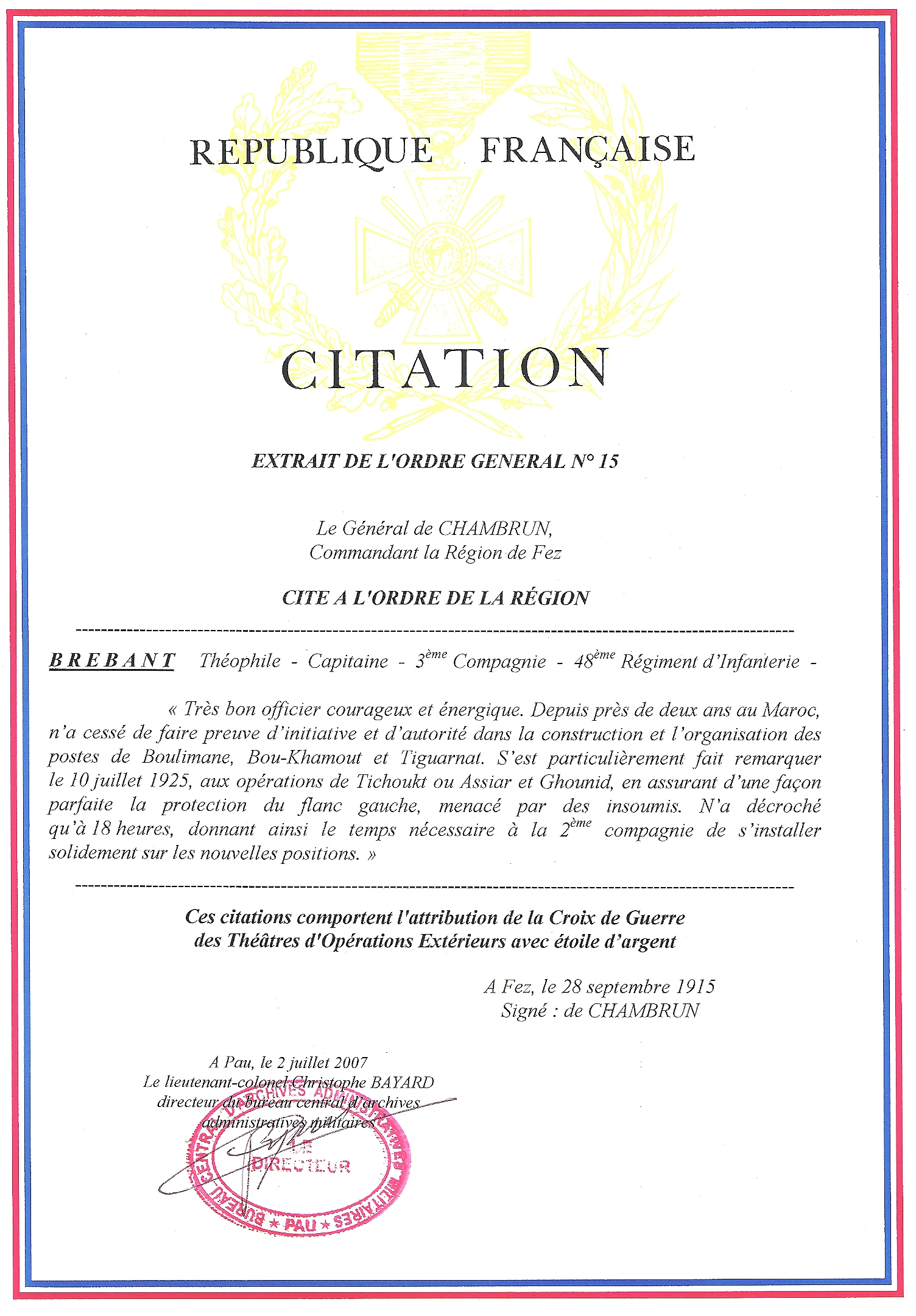
Citation à l'ordre de la région du capitaine Brébant dans la région de Fez le 10 juillet 1925.
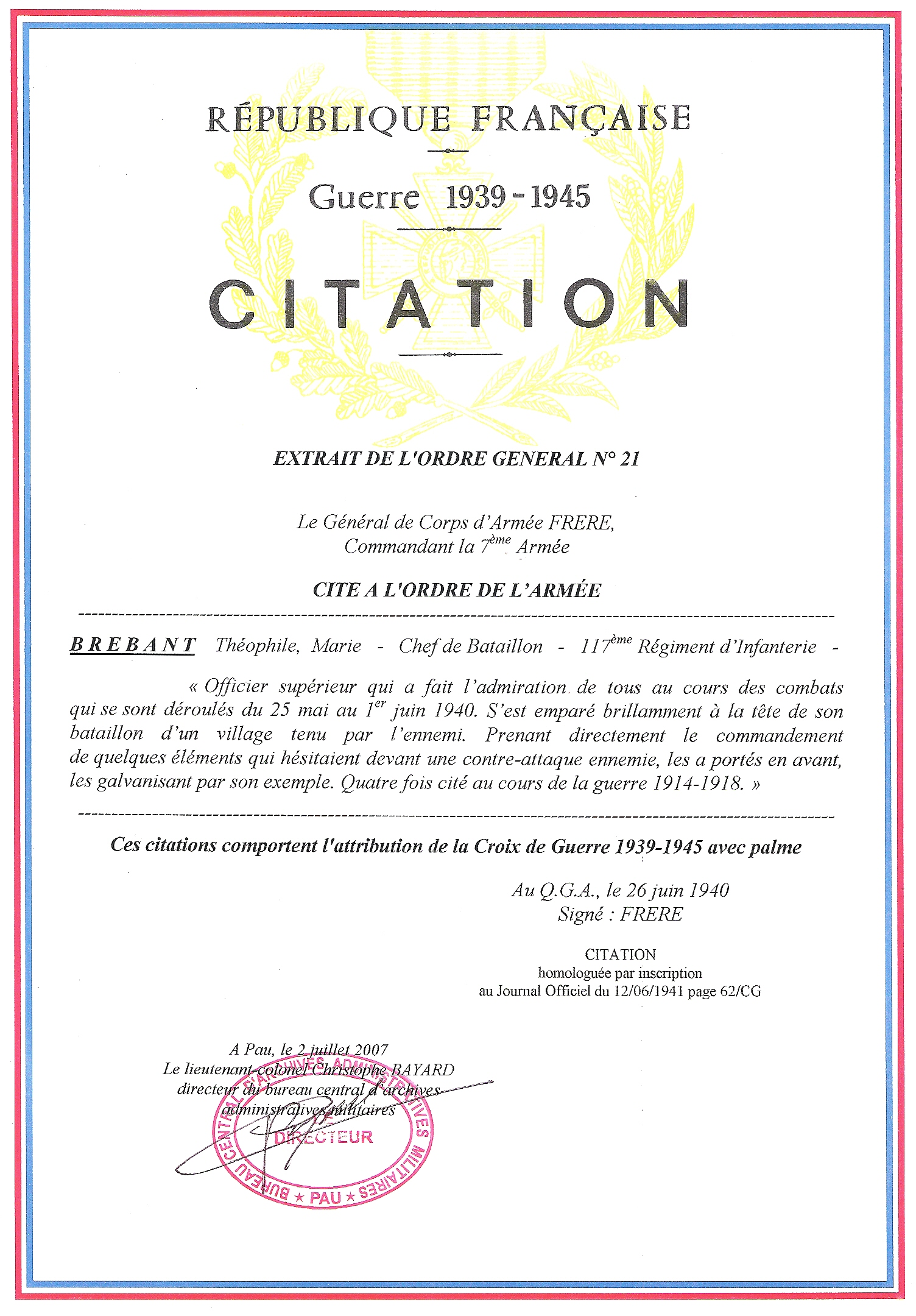
Citations à l'ordre de l'armée le 26 juin 1940, puis l'attribution de la croix de guerre 1939-1945 avec palme du commandant Brébant.
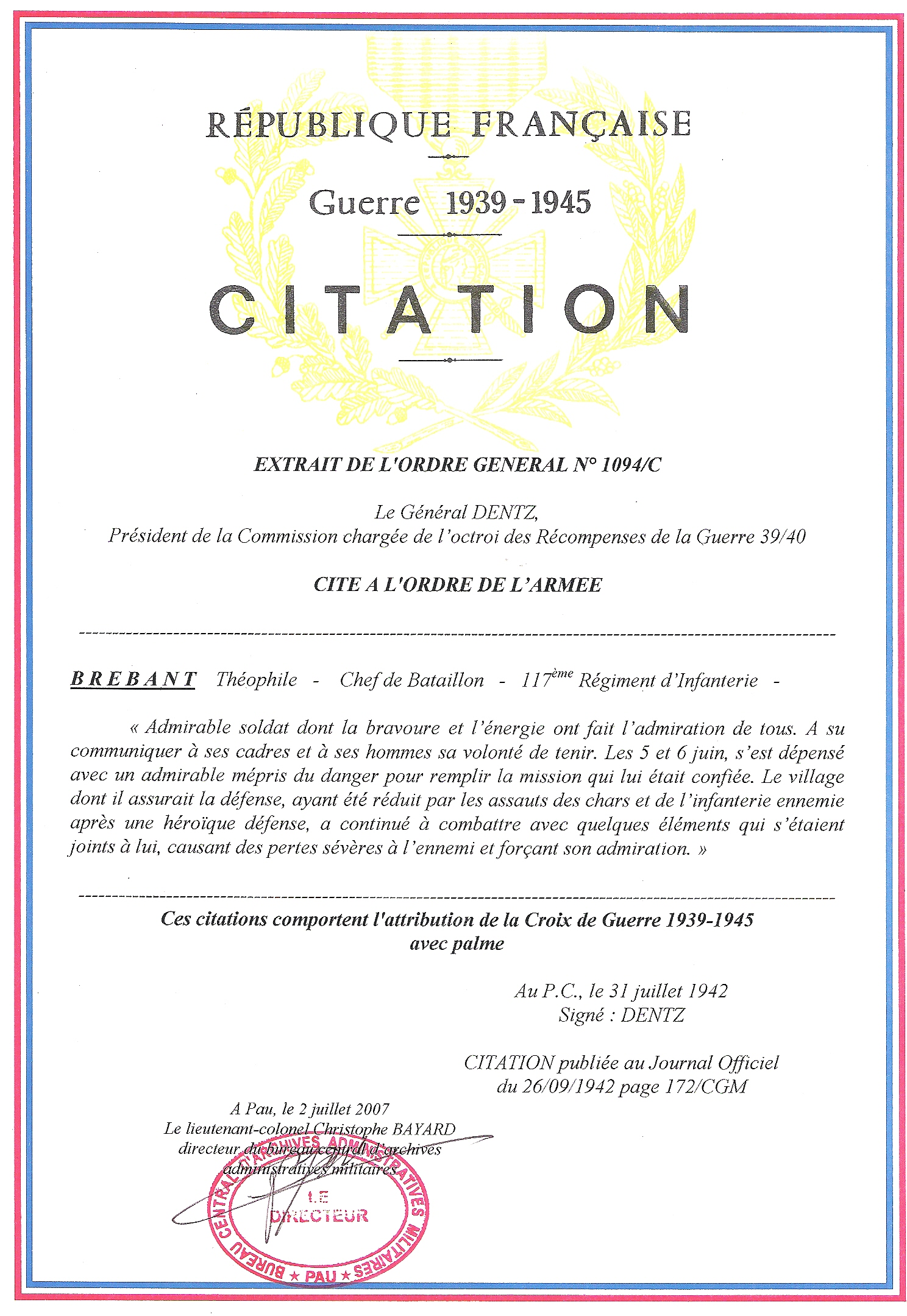
Citations à l'ordre de l'armée le 31 juillet 1942, puis l'attribution de la croix de guerre 1939-1945 avec palme du commandant Brébant.

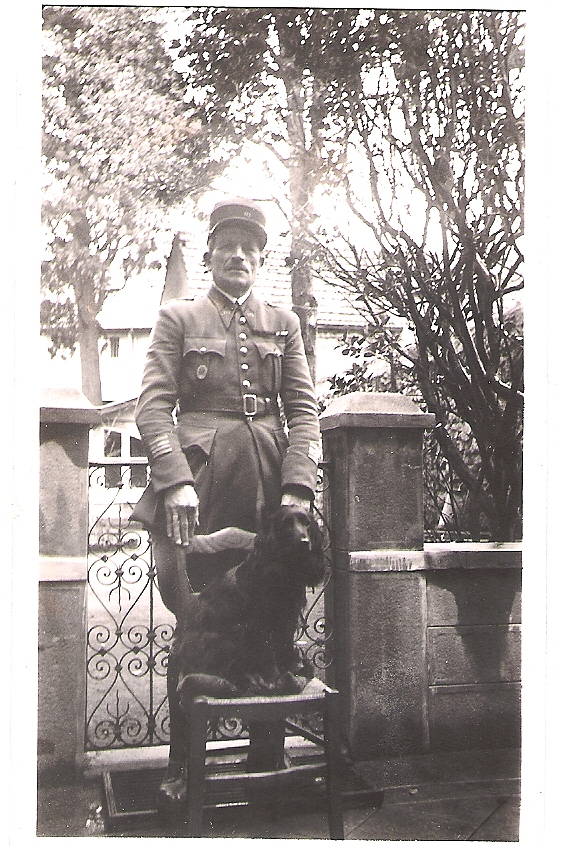
photo du commandant Brébant, commandant le 2e bataillon du 117 R.I. (le Mans 1937) avec son chien.
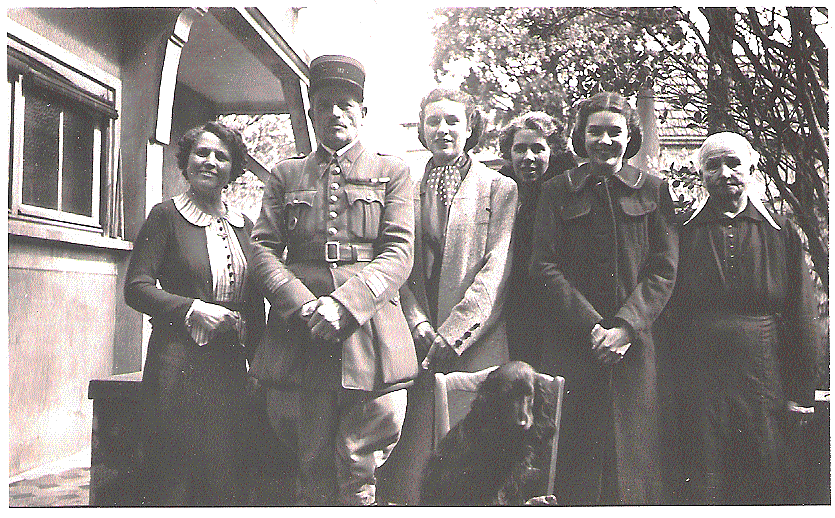
Commandant Brébant avec sa famille en 1937.
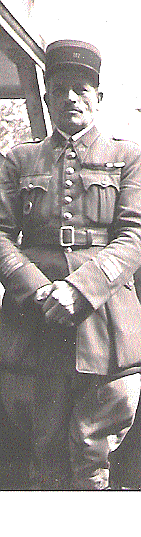
Commandant Brebant le Mans 1937.
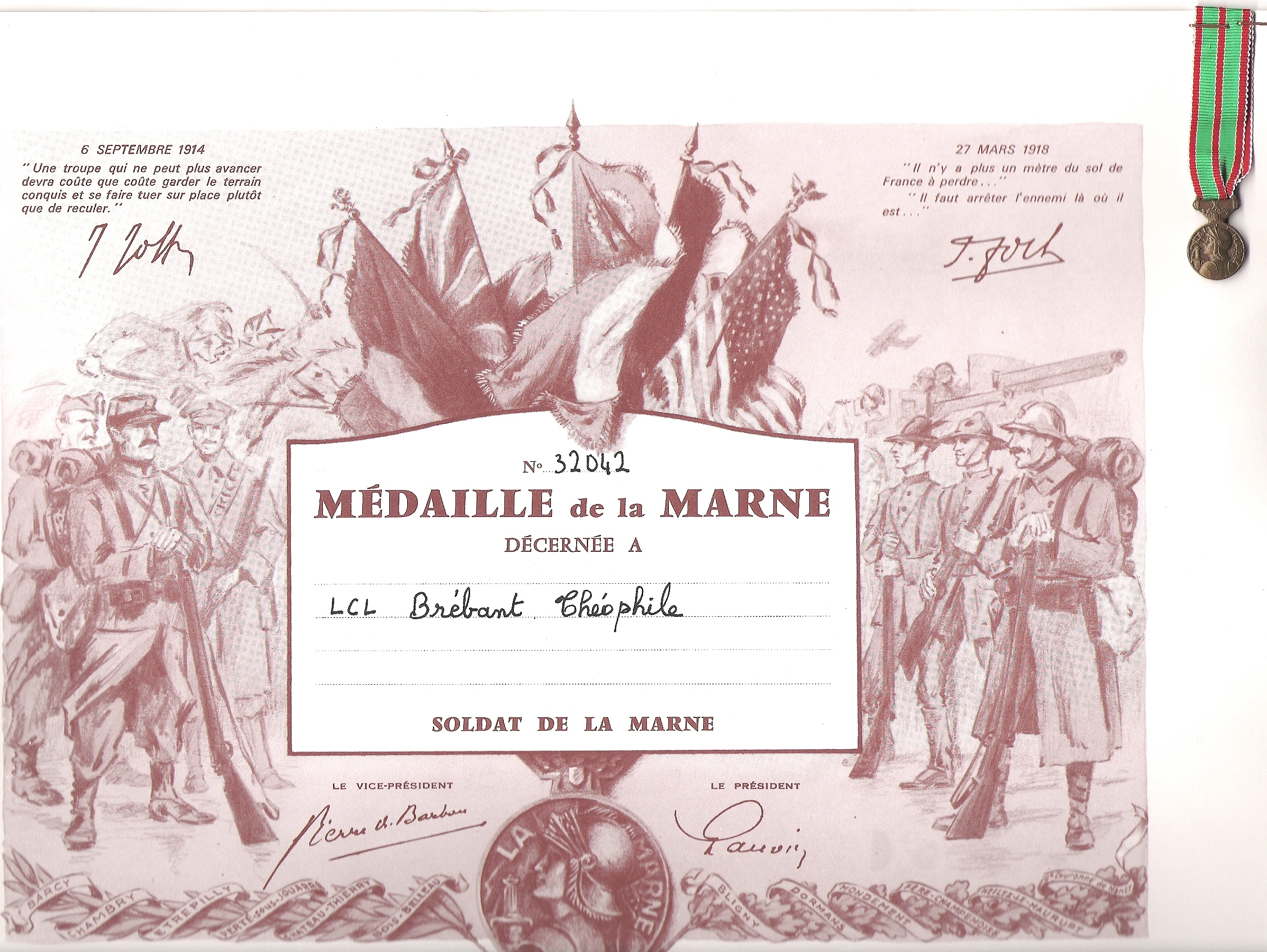
Diplôme décerné au lieutenant Brébant T. bataille de la Marne.
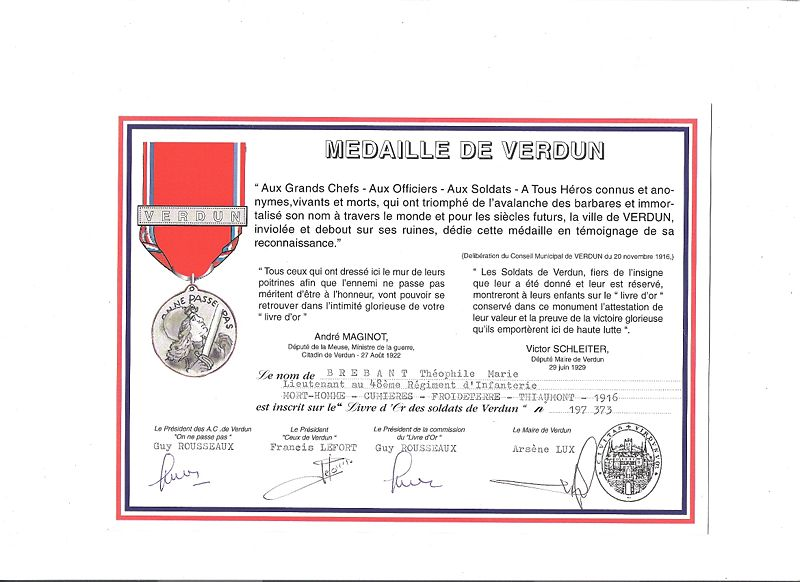
Diplôme décerné au lieutenant Brébant T. de Verdun.
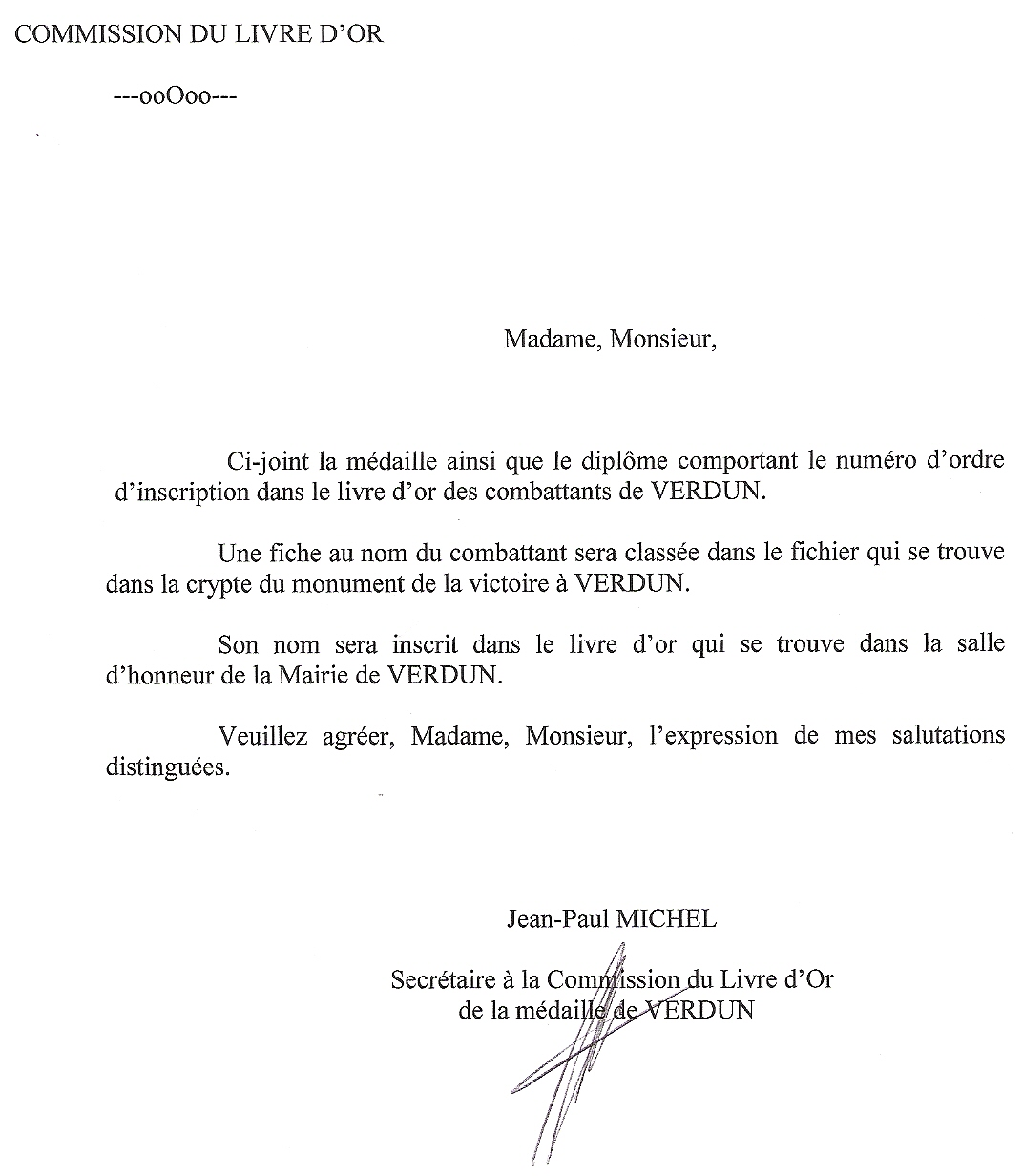
Inscription du lieutenant Brébant T. sur le livre d'or dans la crypte du monument de la victoire, puis à la mairie de Verdun.
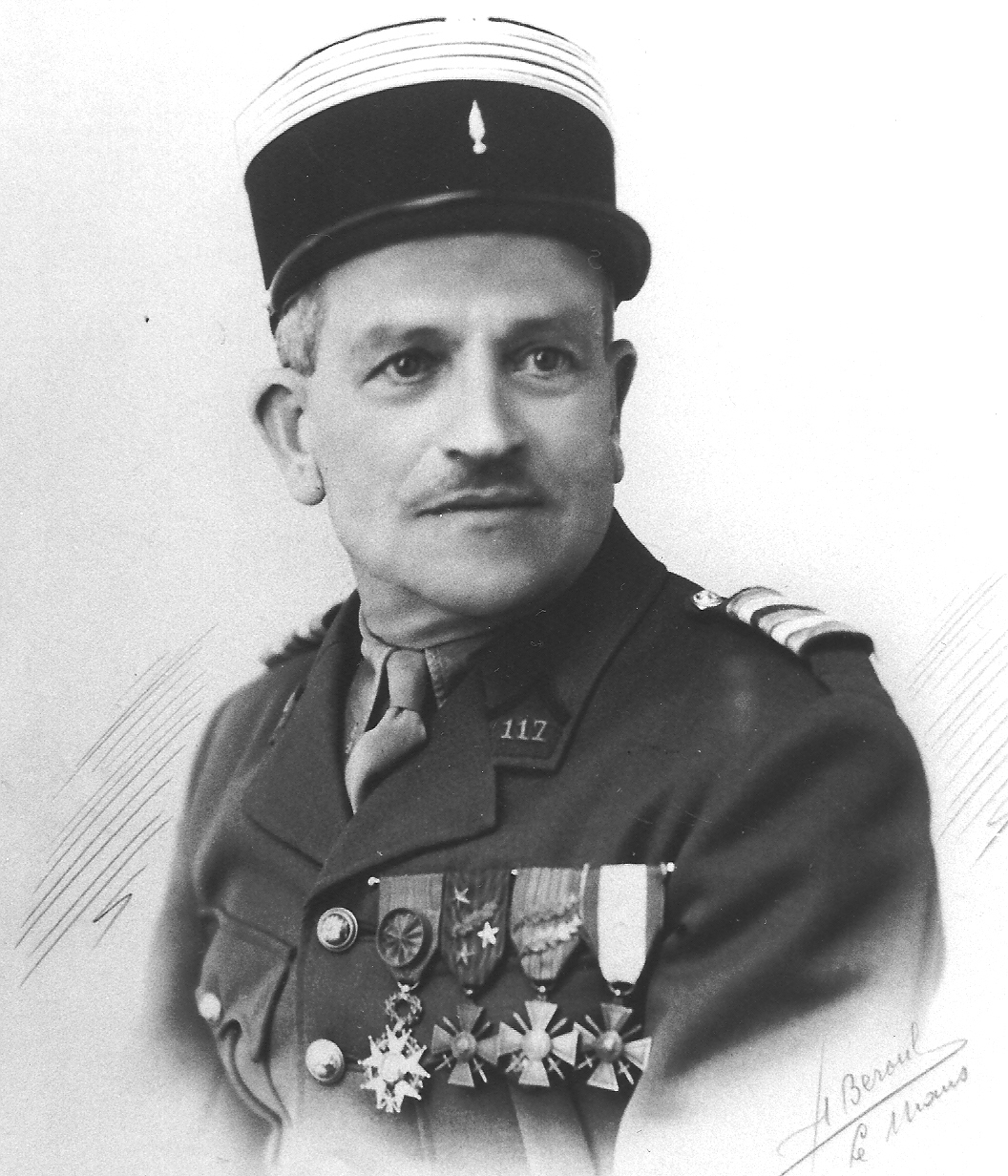
colonel Brébant en 1946.
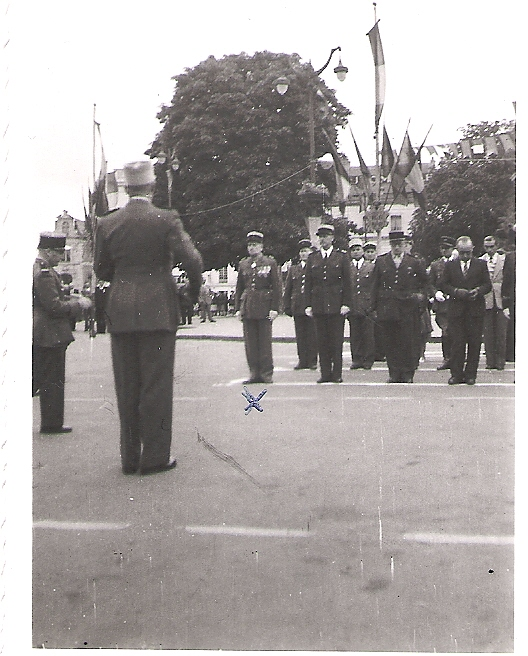
Cérémonie militaire, le colonel Brébant recevant l'ordre de commandeur de la légion d'honneur.(17.01.1952)
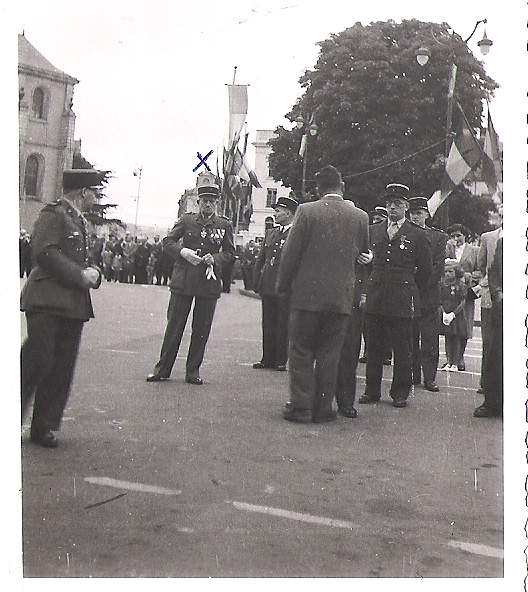
Colonel Brébant au Mans place de la république
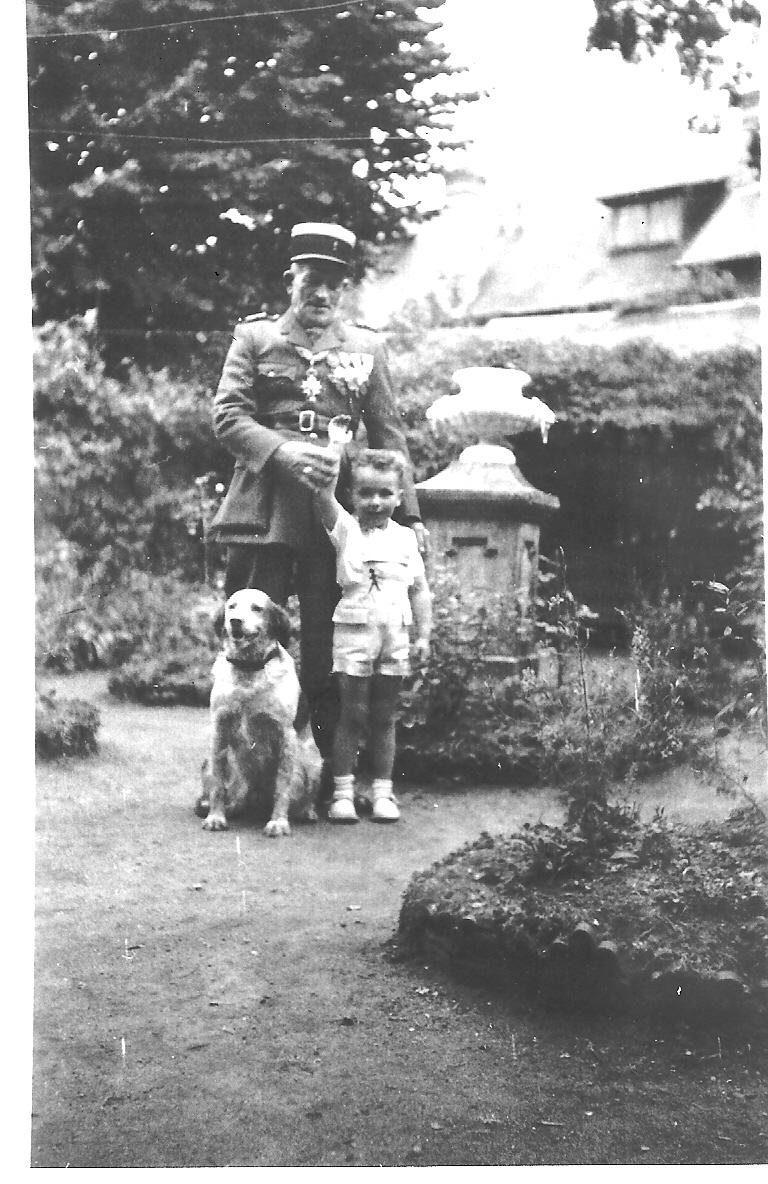
Colonel Brébant au Mans
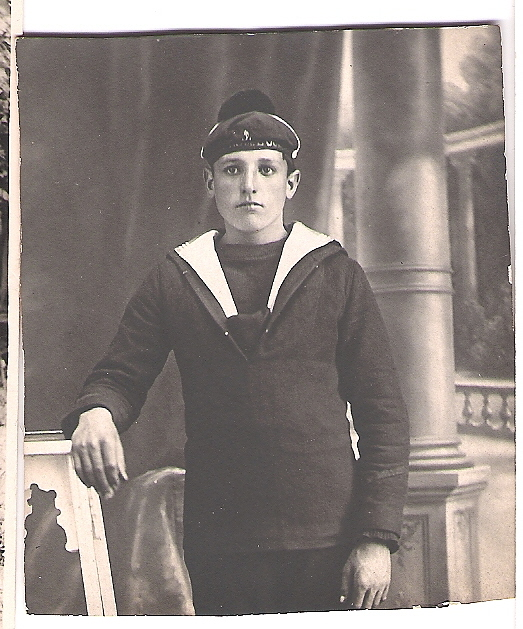
l'un des plus jeunes engagés de la Marine Nationale 1914/1918
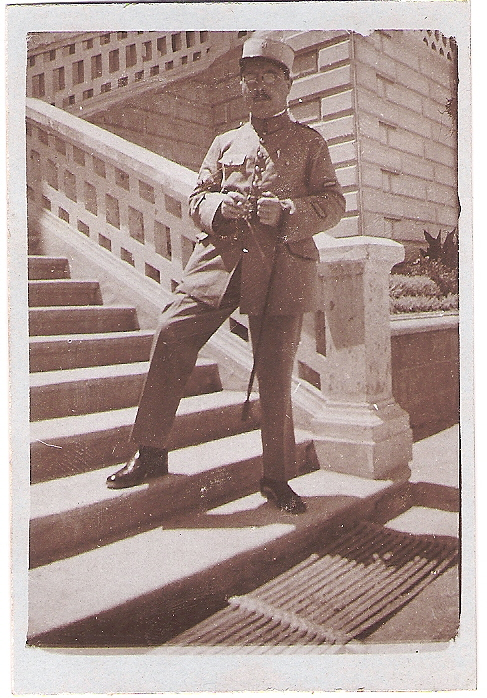
sergent Hubert Mespléde armée du Levant Syrie 1933
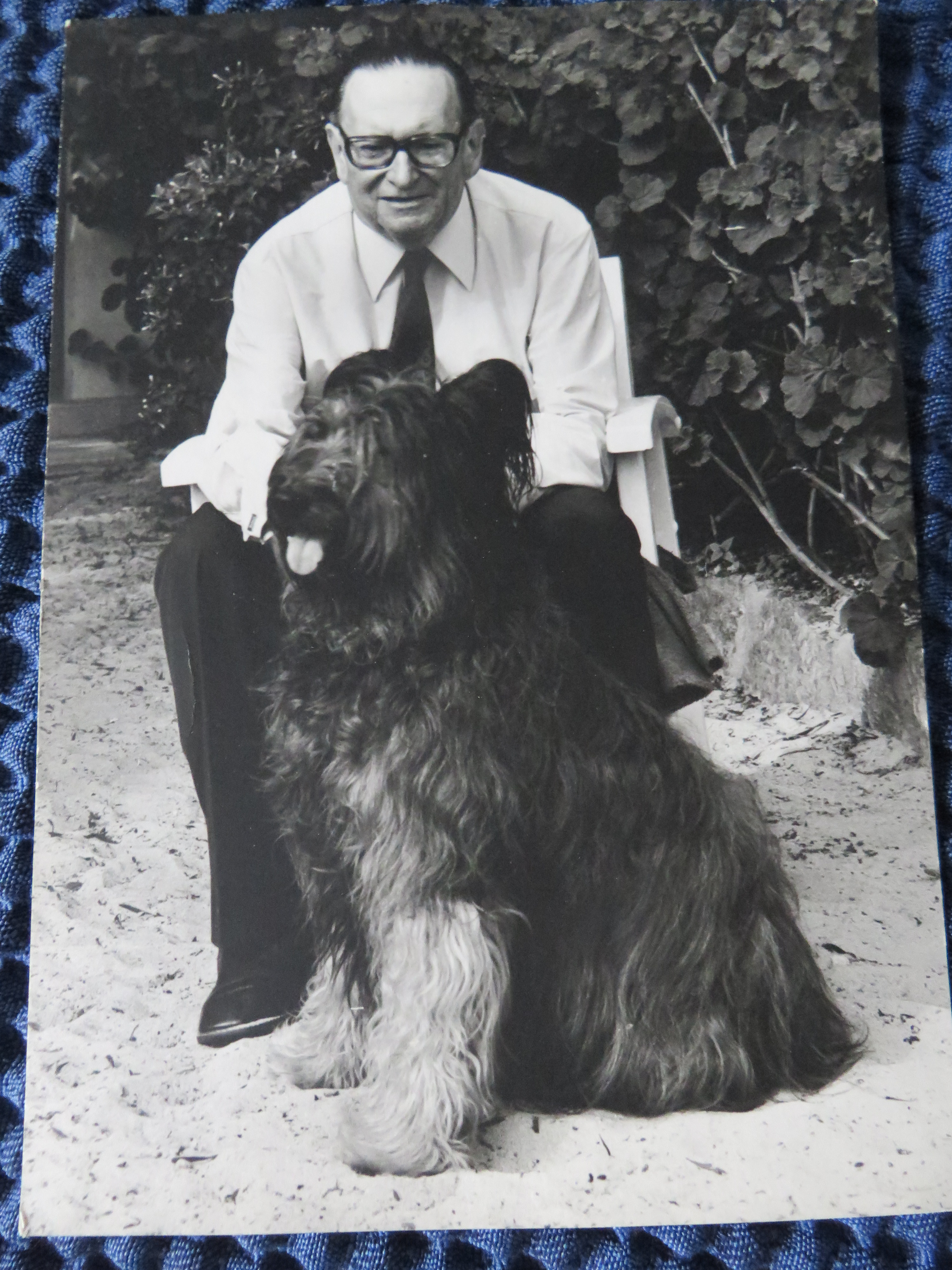
Le professeur monsieur André Lemariey, avec son chien à Cavalière le 21 septembre 1975.
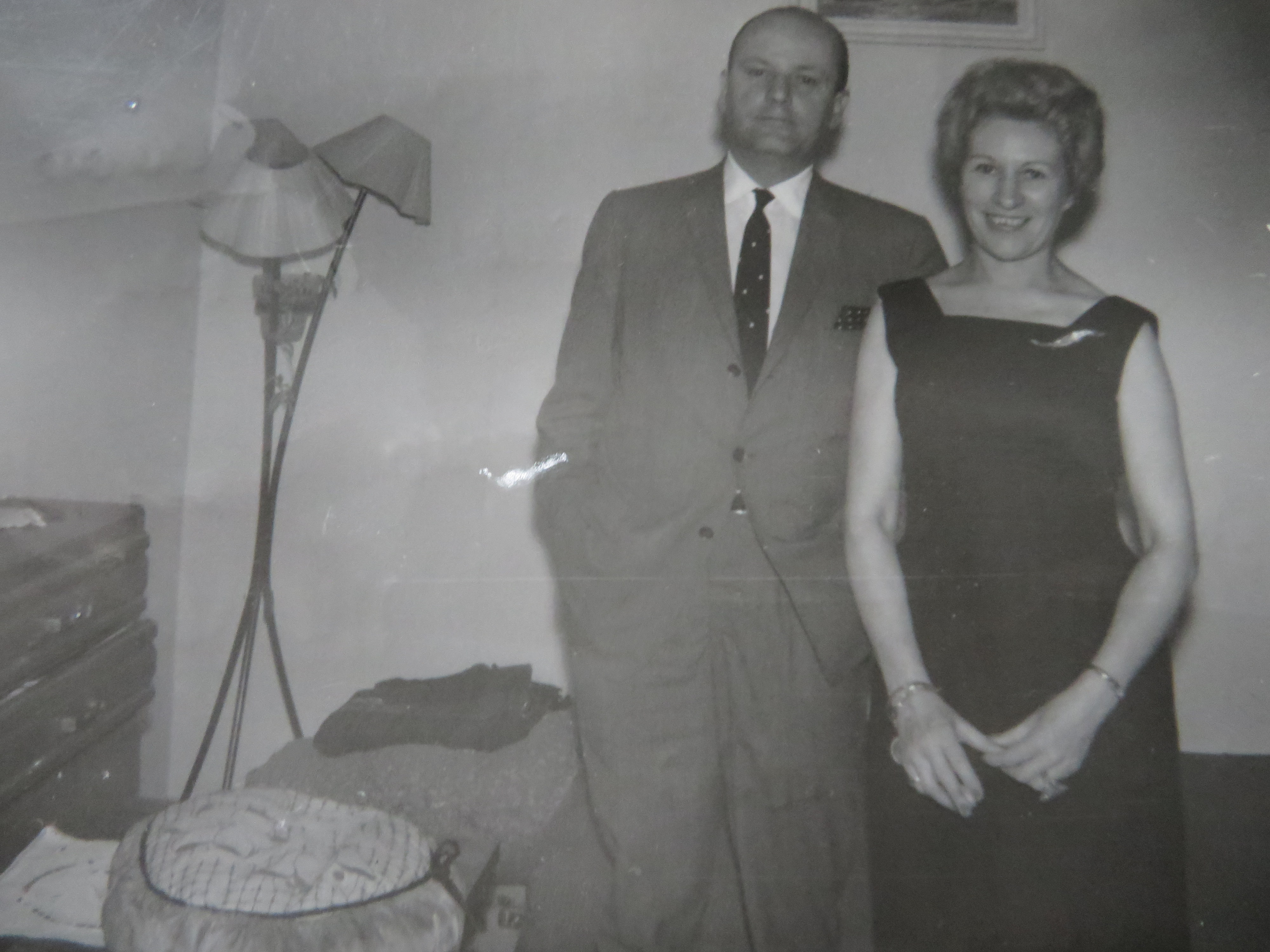
En 1963, monsieur Grofilley Robert (Officier de la Légion d’honneur, Chevalier du Mérite saharien) avec son épouse Simone Brébant l'une des sœurs du colonel Brébant.
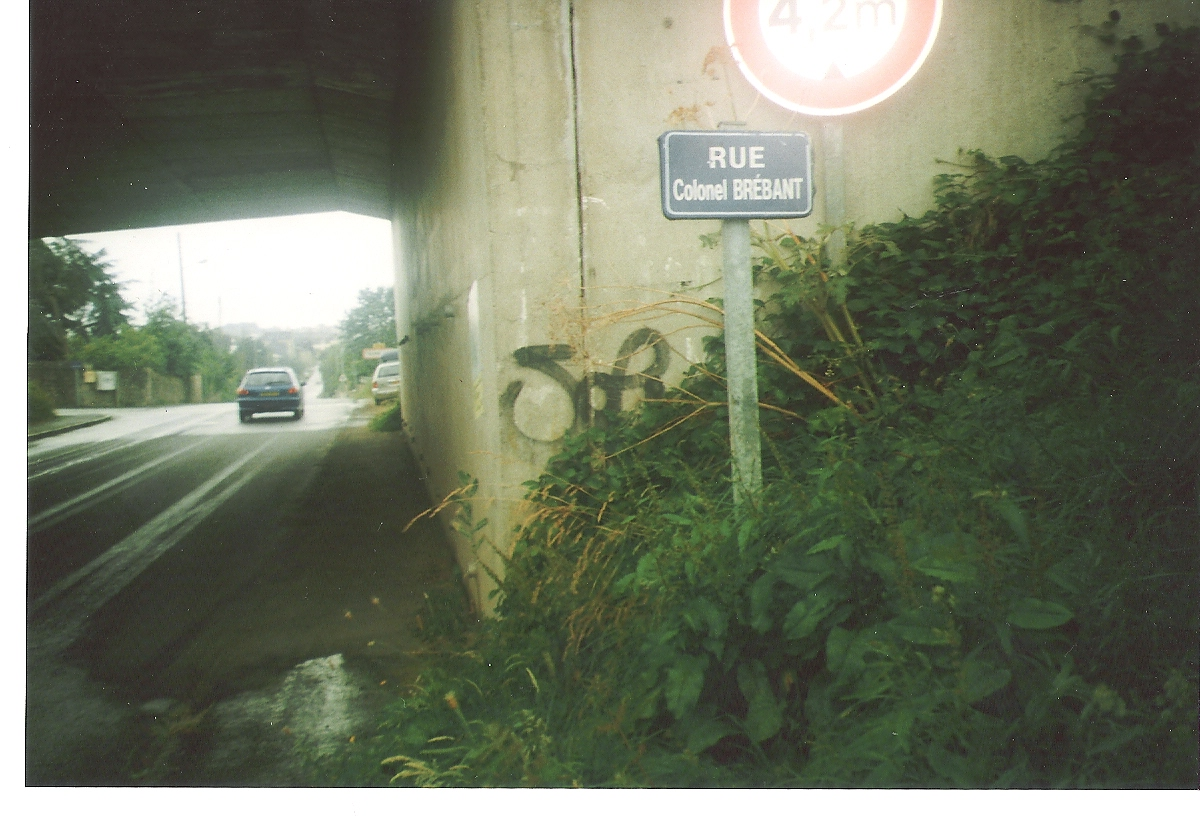
Rue du colonel Brébant à Guingamp
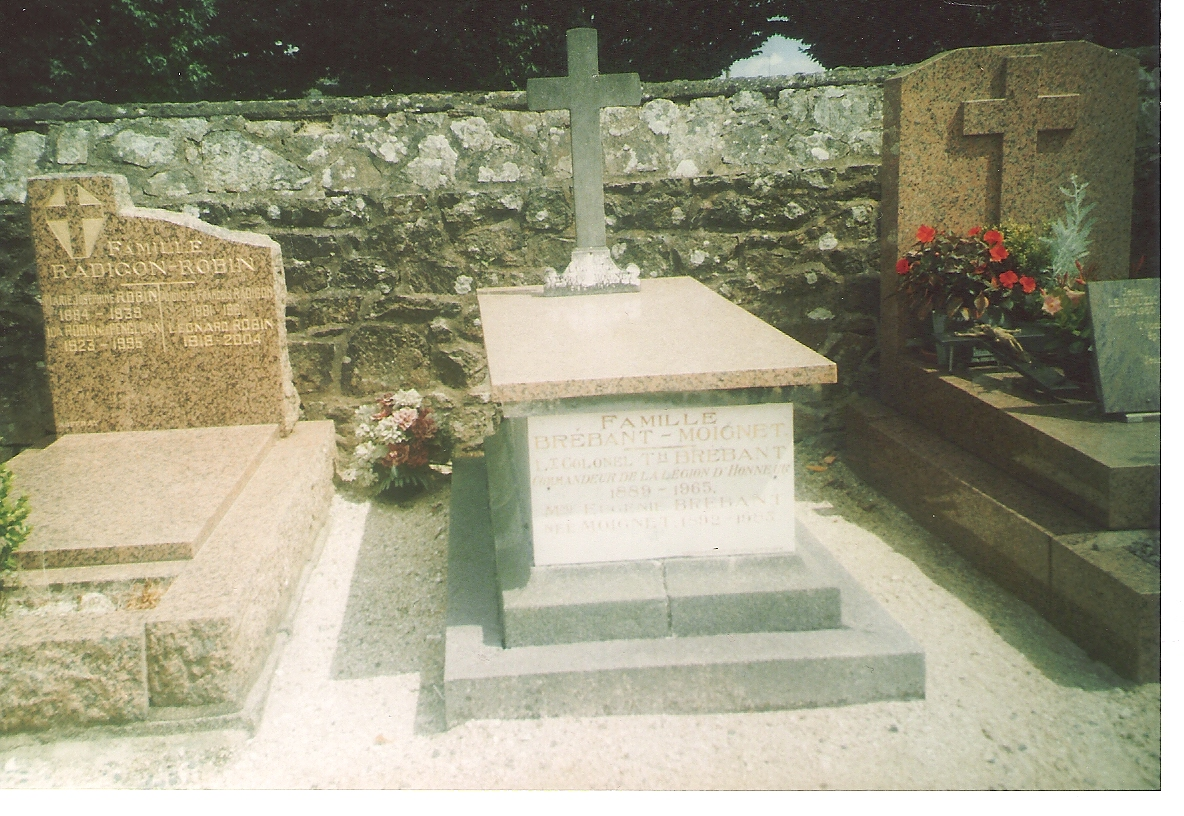
Tombe du colonel Brébant à Ploumagoar (Côtes d'Armor).
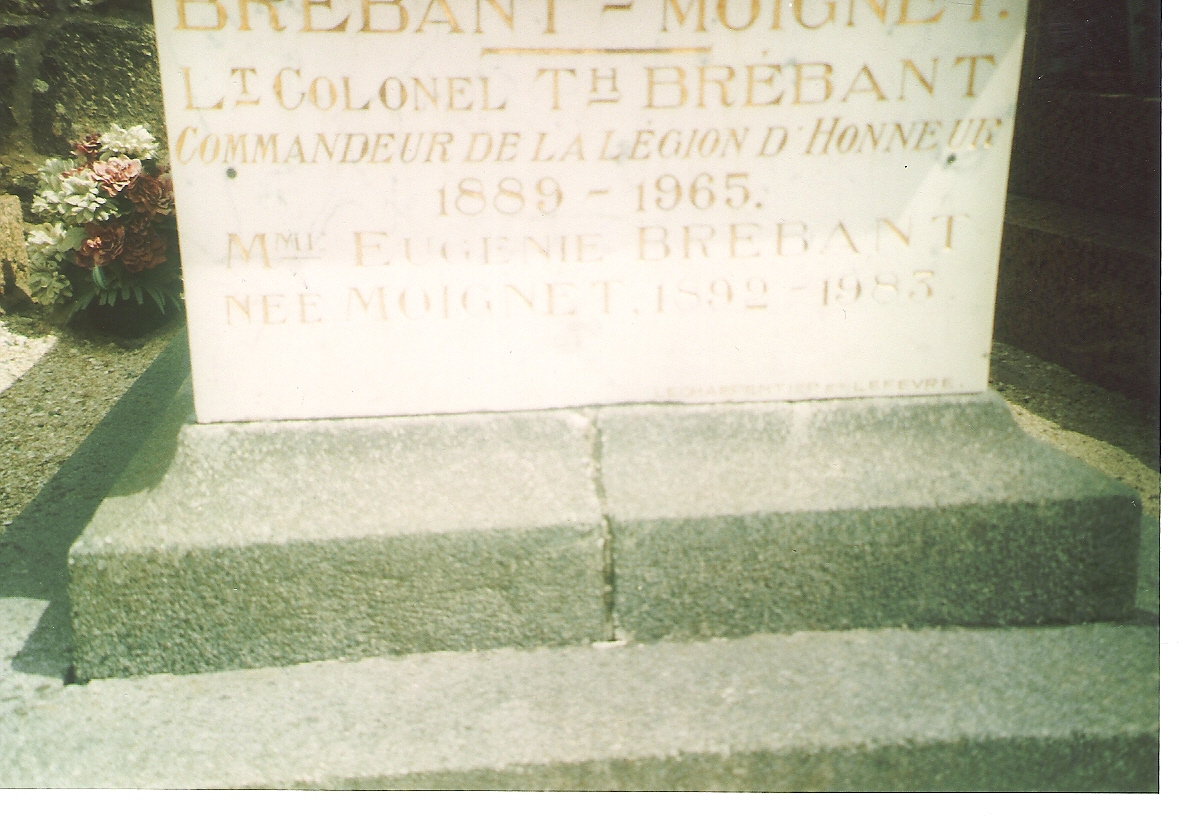
Plaque portant le nom du colonel Brébant et de son épouse à Ploumagoar (Côtes d'Armor).
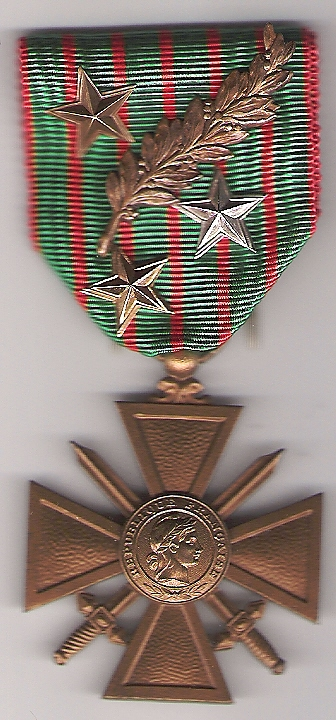
Croix de guerre 1914-1918 avec quatre citations, 1 palme de bronze, 1 étoile de vermeil, 1 étoile d'argent, 1 étoile de bronze.
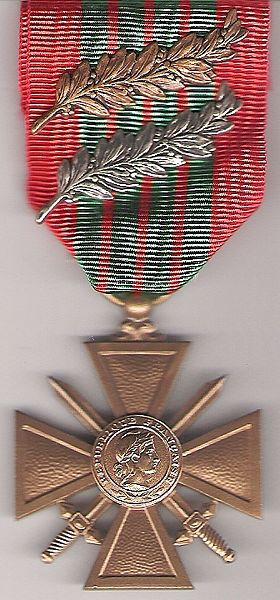
Croix de guerre 1939-1945 avec six citations, 1 palme de bronze, 1 palme d'argent.
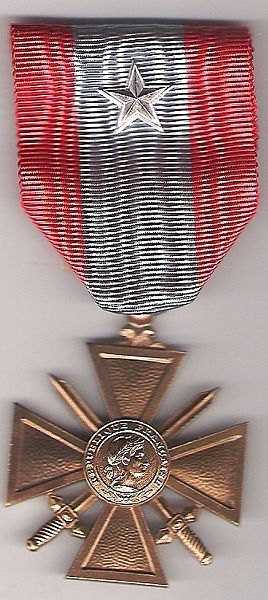
Croix de guerre des Théâtres d'opérations extérieurs avec une citation, 1 étoile d'argent.
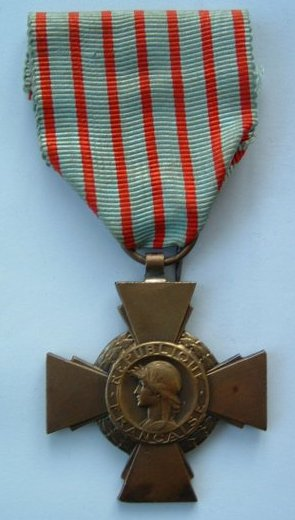
Croix du combattant
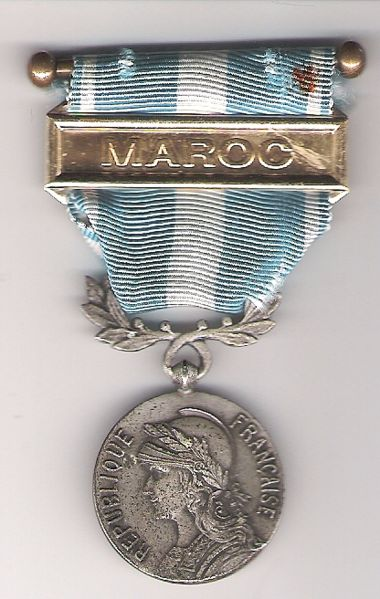
Médaille coloniale du Cne Brébant.

- Médaille coloniale avec agrafe Maroc
- Médaille commémorative de la guerre 1914-1918 avec agrafe Engagé volontaire
- Médaille interalliée 1914-1918
- Médaille commémorative de la guerre 1939-1945 avec agrafe France
- Insigne des blessés militaires avec deux étoiles (2 fois blessé : le 16/06/1915 près d'Arras par éclat d'obus et le 31/07/1918 brûlure par de l'ypérite)
- Médaille de la Marne
- Médaille commémorative de la bataille de Verdun (1916)
- Médaille commémorative de la bataille de la Somme (1940)